# Trường Trung học phổ thông Lương Thế Vinh, Hà Nội
Trường Trung học phổ thông Lương Thế Vinh, Hà Nội (còn gọi là trường Phổ thông dân lập Lương Thế Vinh hay trường Lương) là một trong những trường trung học phổ thông dân lập đầu tiên ở Việt Nam, được thành lập năm 1989 bởi Cố Phó Giáo sư Văn Như Cương. Hiện tại, trường có hai cơ sở lần lượt đặt tại C5 Nam Trung Yên và Tân Triều.

## Lịch sử
Trường Trung học phổ thông Lương Thế Vinh được thành lập ngày 1 tháng 6 năm 1989 theo quyết định của Ủy ban nhân dân thành phố Hà Nội, do nhà giáo Văn Như Cương làm chủ tịch. Đợt tuyển sinh đầu tiên, nhà trường nhận được 1.600 đơn dự tuyển, trong đó có 800 đơn lớp 10, 400 đơn lớp 11 và 400 đơn lớp 12. Đến nay trường đã có hơn 4200 học sinh ở cả hai khối cấp. Ngay từ khi mới thành lập, nhà trường luôn kiên trì mục tiêu đào tạo kép: “Giáo dục toàn diệ̣n cho học sinh đỗ tốt nghiệp và chuẩn bị tốt nhất cho học sinh thi đỗ vào các trường Đại học và Cao đẳng”.

### Cơ cấu tổ chức
Các cán bộ lãnh đạo chủ chốt trong Ban Giám Hiệu nhà trường gồm thầy hiệu trưởng Nguyễn Quốc Bình, ba Phó hiệu trưởng là cô Văn Liên Na, Văn Quỳnh Giao và Văn Thùy Dương. Công tác giáo dục chia thành 11 tổ bộ môn riêng biệt: Toán học, Vật lý, Hóa học, Sinh học, Ngữ văn, Tiếng Anh, Lịch sử, Địa lý, Tin học, Công nghệ và Thể dục. Giống như phần lớn các trường trung học phổ thông khác, trường cũng chia thành ba ban A1 (Toán-Lý-Anh), ban A (Toán-Hóa-Lý) và ban D (Toán-Văn-Anh).

### Chương trình học
Chương trình học của mỗi lớp được cấu tạo thành hai phần: chương trình Phổ Thông và chương trình luyện thi Đại học, nhưng hai phần ấy được lồng ghép vào nhau một cách hợp lý ngay trong mỗi tiết học. Trong mỗi bài học, ngoài những yêu cầu chung như ở các trường Quốc lập khác, còn có một yêu cầu nữa đối với học sinh: phải đạt đến trình độ có thể làm được các bài thi vào Đại học. Bởi vậy các bài kiểm tra cuối học kì thường khó hơn mức quy định chung của Sở Giáo dục. Chương trình của trường bảo đảm cho các em không phải đi học thêm dưới bất kì hình thức nào.

## Đồng phục và biểu trưng
Đồng phục truyền thống của trường Lương Thế Vinh được chia thành các bộ mặc vào mùa đông và mùa hè. Mùa đông học sinh mặc áo khoác gió hoặc áo dài tay, còn mùa hè mặc áo cộc tay. Mẫu áo thủy thủ màu trắng, viền xanh tím than, logo in trên ngực là đồng phục được yêu cầu mặc tất cả các ngày trong tuần. Nữ mặc váy xếp ly, nam mặc quần dài, cùng tông với màu viền áo. Theo quy định, nữ sinh mặc váy trong thứ 3, 5, 7. Như những ngôi trường khác, đồng phục của học sinh trường THPT Dân lập Lương Thế Vinh được thiết kế rộng rãi, váy có quần bảo hộ đem đến sự thoải mái, tự tin cho các nữ sinh trong mọi hoạt động. Ngoài áo thủy thủ, chiếc áo cờ đỏ sao vàng có in logo trường sau lưng cũng là một trong hai mẫu đồng phục chính. Học sinh sẽ mặc những chiếc áo đỏ này trong giờ Chào cờ thứ 2; mẫu trang phục này được áp dụng cho cả khối cấp 2 và cấp 3. Tuy nhiên, với các em học sinh cấp 2, phần váy có thêm đường viền trắng, xanh để giáo viên dễ dàng phân biệt. Độ dài của váy cũng được ấn định tới đầu gối, phù hợp với lứa tuổi học trò.
Biểu trưng của trường là hình lá Mobius - do một người Pháp phát minh ra. Khi lấy hình Mobius làm biểu tượng cho ngôi trường, thầy Văn Như Cương muốn truyền tải đến sự kết hợp không rời của các yếu tố chính: nhà trường, gia đình và xã hội. Ba nhóm đó sẽ gắn kết, không tách rời, sẽ luôn nâng đỡ chúng ta trên mọi mặt trận.

## Hoạt động ngoại khóa
Bên cạnh việ̣c học văn hóa nhà trường luôn tổ chức các hoạt độ̣ng giáo dục phối hợp tạo ra con người sống có hiểu biết, sống khỏe, sống đẹp. Các câu lạc bộ bóng rổ, bóng đá, dance sport, các hoạt động của Thanh niên tình nguyện, các hoạt động ngoại khóa, văn nghệ̣, các chuyến đi cứu trợ, từ thiệ̣n,... giúp học sinh Lương Thế Vinh năng động và phát triển toàn diệ̣n hơn. Đặc biệt về các trang mạng xã hội, trường cũng đặt ra những điều cấm kị đối với học sinh của trường có tài khoản trên các trang mạng xã hội này, chẳng hạn như "Tuyệt đối không được nói tục, chửi thề hoặc có phát ngôn sai trái, không đúng đắn, phù hợp, phải sử dụng ngôn từ trong sáng, thuần việt, chỉ like status (thích dòng trạng thái) khi đã đọc kỹ nội dung của nó..." Trong thông báo gửi đến tất cả các học sinh trong toàn trường, PGS Văn Như Cương cũng chia sẻ rằng: “Mọi việc đều có hai mặt. Đây là mạng xã hội, vui buồn đều có thể sẻ chia. Tuy nhiên, việc chia sẻ này làm như thế nào là đúng thì tùy thuộc vào sự thông minh, hiểu biết của mỗi người”.